# Pont-à-Vendin

Pont-à-Vendin este o comună în departamentul Pas-de-Calais, Franța. În 1 ianuarie 2022 avea o populație de 3.099 de locuitori.